# كينيث ليفين
كينيث ليفين (بالإنجليزية: Kenneth Levin)‏ هو طبيب نفسي ومؤرخ أمريكي، ولد في 1944.